# James Price den yngre
James Price, född 22 april 1801 i Köpenhamn, död där 8 januari 1865, var en dansk skådespelare. Han var son till James Price och Hanne Tott, och far till Julius Price. Han hade även en bror, Adolph Price, som också var skådespelare.
James Price blev berömd som pantomimskådespelare vid Frederiksberg Morskabsteater, främst i rollen som Harlekin.